# جزیره کینگ
جزیره کینگ (به انگلیسی: King Island) یکی از جزیره‌های تشکیل دهنده ایالت تاسمانی در استرالیا است. این جزیره در شمال غربی تاسمانی و در تنگه باس و در بین راه ایالت ویکتوریا قرار دارد.
این جزیره مرکز جزیره‌های گروه-جزیره کینگ است، جمعیت آن در سال ۲۰۰۷ در حدود ۱٫۷۲۳ نفر بوده‌است.

## تاریخ
جزیره کینگ در سال ۱۷۹۹ توسط کاپیتان رید کشف شد.
در نقشه‌ای که متیو فلیندرز در ژوئیه سال ۱۸۰۰ از جزایر تنگه باس کشید و به انگلستان فرستاد این جزیره کشیده نشده بود.
با این حال قبل از سفر کاپیتان رید با جزیره متیو فلیندرز از وجود این جزیره با خبر بود. در نقشه دیگری که فلیندرز در سال ۱۸۰۱ برای انگلستان فرستاد این جزیره ترسیم شده بود.

## وضعیت فعلی

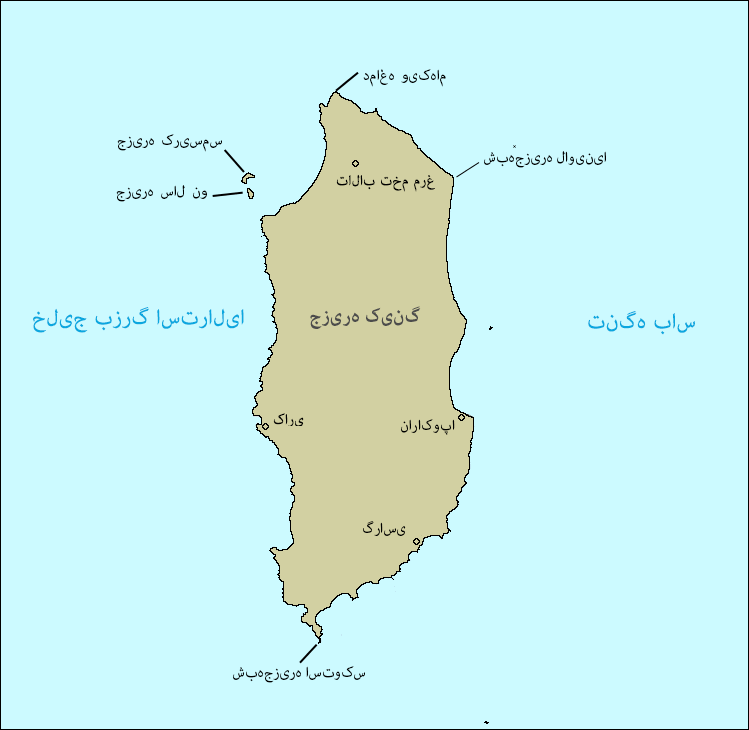

بزرگترین شهر در این جزیره شهر کری واقع در سمت غربی جزیره است.
این شهر در گذشته دارای معادنی برای استخراج بود که پس از مدتی بسته شد. به همین دلیل در آن زمان این شهر متروکه شده بود. اما به تدریج جمعیت شهر دوباره زیاد شد و در سال‌های اخیر از رشد فراوانی برخوردار بوده‌است.